# Falso cabo de Hornos

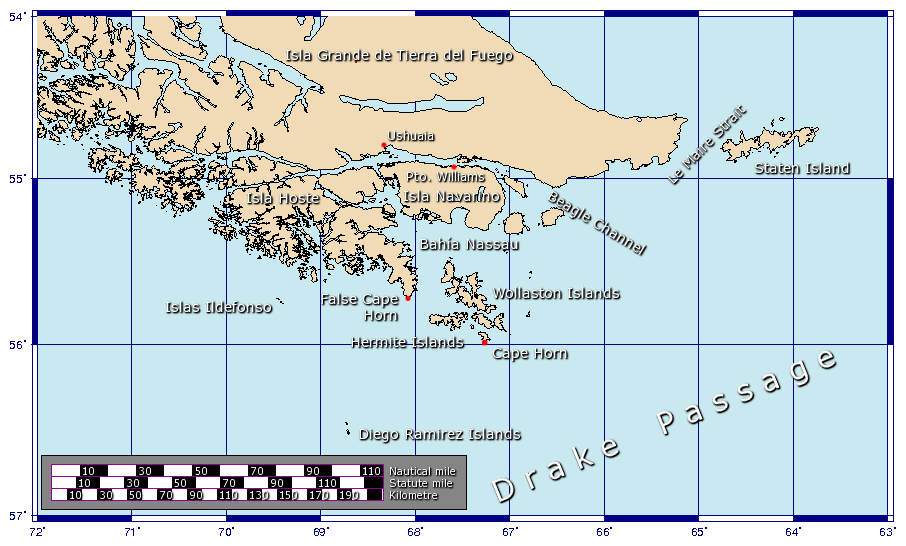
Islas cercanas al cabo de Hornos.

El Falso cabo de Hornos es una punta de tierra en el sur de la isla Hoste, correspondiente, administrativamente, a la comuna de Cabo de Hornos, en la Provincia Antártica Chilena, a su vez parte integrante de la XII Región de Magallanes y de la Antártica Chilena, 56 km al norte del real cabo de Hornos. Sus coordenadas exactas son 55°43′37″S 68°03′16″O / -55.72694, -68.05444. El Falso cabo de Hornos es el punto más meridional de todas las islas cercanas a la isla Grande de Tierra del Fuego. 
El Falso cabo de Hornos, situado dentro del parque nacional Alberto de Agostini, es así llamado porque los marineros que navegaban por el paso Drake frecuentemente confundían esta porción de tierra con el cabo de Hornos.